# Піонер (Гомельський район)
Піонер (біл. Піянер) — селище в Приборській сільській раді Гомельського району Гомельської області Республіки Білорусь.

## Географія

### Розташування
За 1 км від залізничної станції Прибор (на лінії Калинковичі — Гомель), 13 км на захід від Гомеля.

## Гідрографія
На річці Уза (притока річки Сож).

## Транспортна мережа
Транспортні зв'язки степовою, потім автомобільною дорогою Калинковичі — Гомель. Планування складається з прямолінійної вулиці, яка орієнтована з південного заходу на північний схід уздовж залізниці. Забудова здебільшого дерев'яна садибного типу.

## Історія
Засноване на початку 1920-х років переселенцями із сусідніх сіл на колишніх поміщицьких землях. 1926 року в Уваровицькому районі Гомельського округу 1932 року жителі вступили до колгоспу. У 1959 році у складі учгоспу СПТУ-185 (центр – село Прибор).

## Населення

### Чисельність
- 2009 — 496 мешканців